# Heinrich Bocksberger

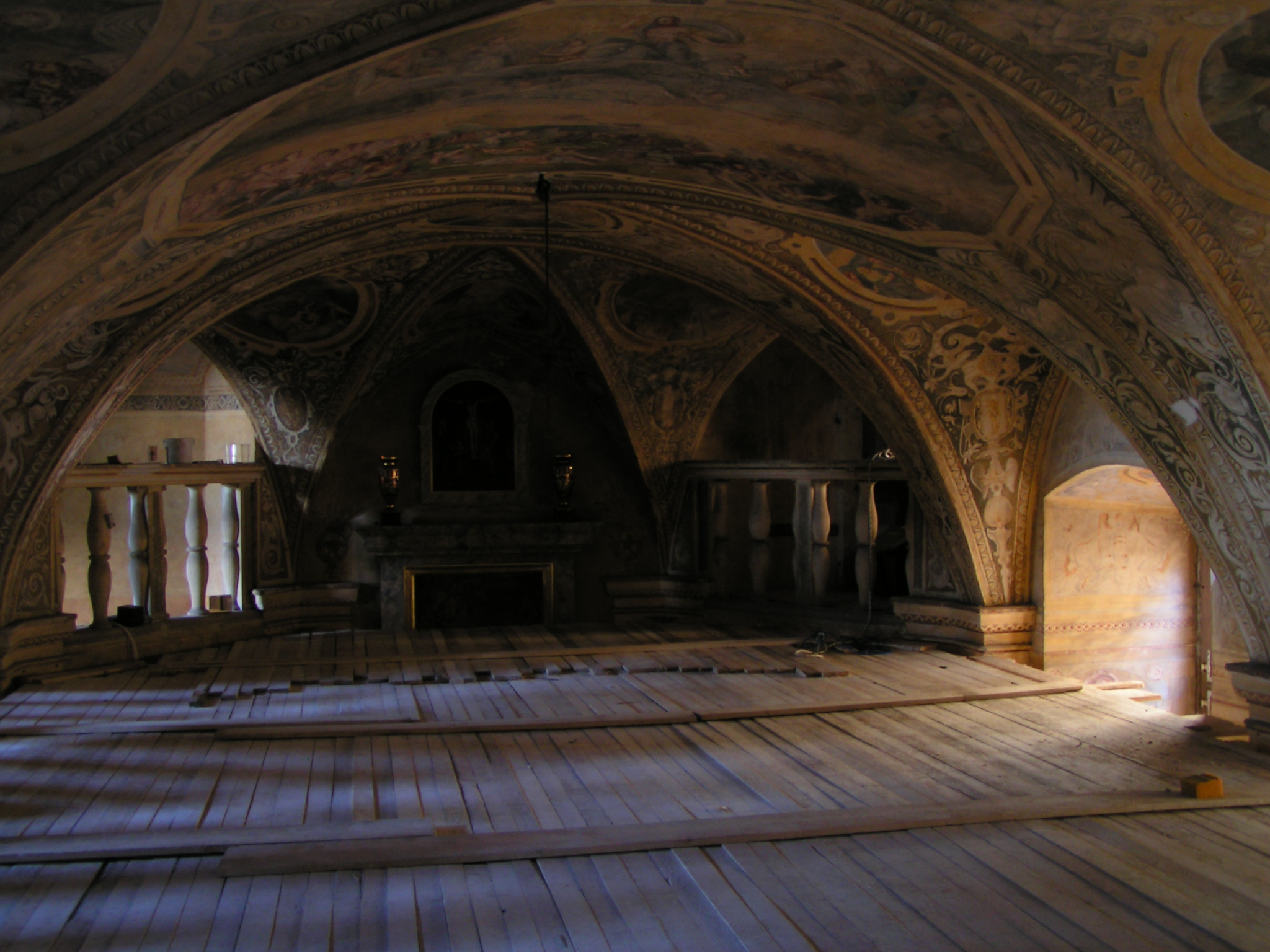
Strop kaple svaté Barbory na hradě Grabštejn

Heinrich Bocksberger (po 1543, zřejmě Salcburk – 1600, zámek Muskau) byl rakouským renesančním malířem, činným zejména v česko-lužickém pomezí.

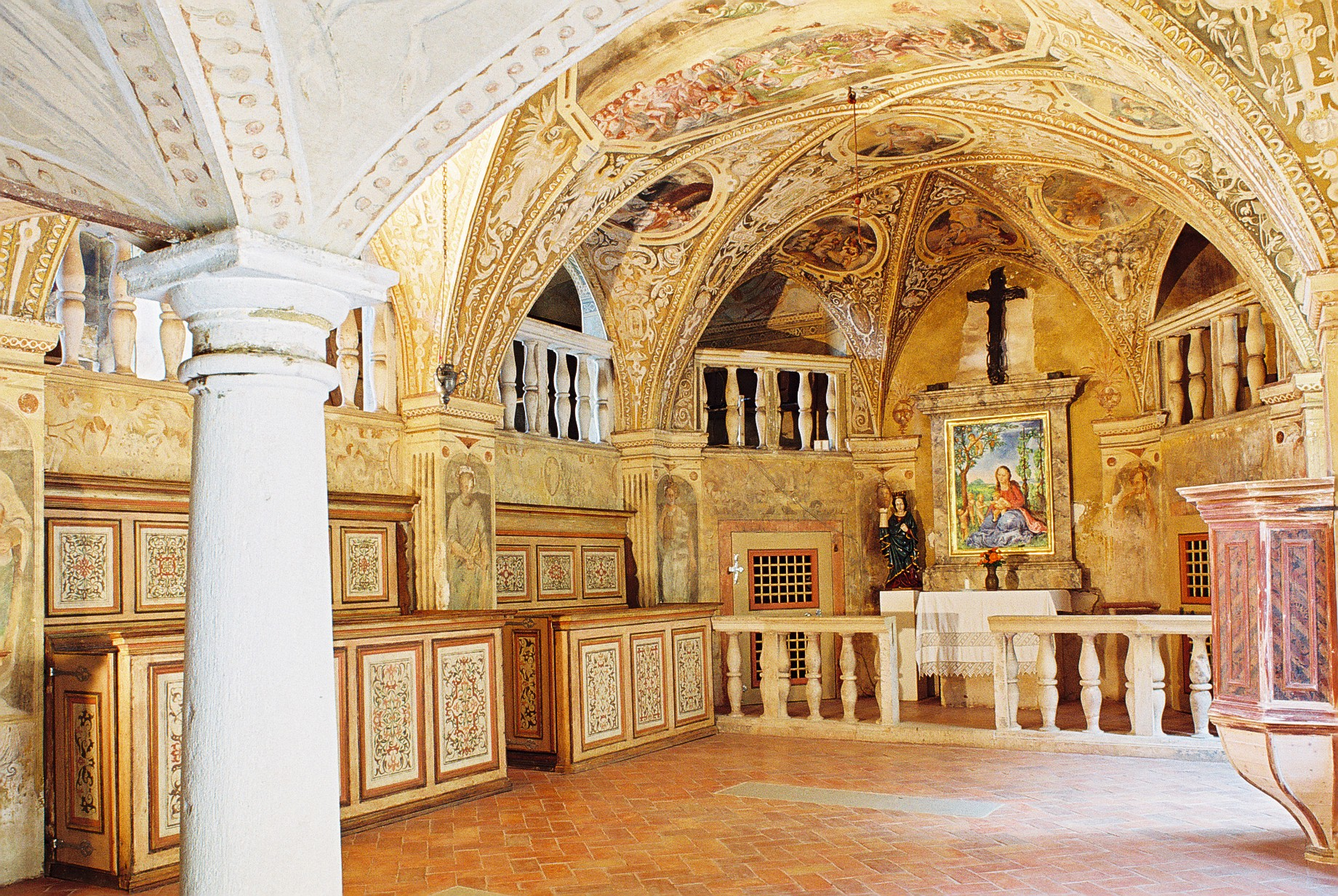
Kaple svaté Barbory na hradě Grabštejn, pravděpodobné dílo Heinricha Bocksbergera

## Život
O životě a zvláště mládí Heinricha Bocksbergera je známo málo. Pocházel ze známé salcburské malířské dynastie Bocksbergerů a byl (zřejmě druhorozeným) synem slavného Hanse Bocksbergera staršího a jeho ženy Margarethy (zemřela 1579). Malířem se vyučil snad ve Vídni, odkud roku 1561 odchází na sever českého království. Snad mohla důvodem jeho předčasného odchodu být i otcova smrt toho roku. V roce 1570 byl Bocksberger jmenován vrchním městským malířem hornolužického královského města Žitavy, kterým zůstal až do své smrti. V Žitavě se také Bocksbergerovi v roce 1573 narodila dcera Adelheide. Přes dlouhé působení ve funkci městského malíře a řadu autorství dokládaných prameny můžeme ve městě s jistotou přiřadit Bocksbergerovo autorství pouze k jednomu listu v rodinném památníku. Bockberger pochopitelně nebyl činný jen v Žitavě samotné, ale i v širším okolí města, kde můžeme řadu jeho autorství doložit. Umírá při výmalbě zámku Muskau v roce 1600 při pádu z lešení.

## Dílo
- list z rodinného památníku
- malby na staré radnici ve Frýdlantě (1588), spoluautor
- výmalba kostela v Sieniawce (1589)
- výmalba starého zámku v Muskau (1600), spoluautor

Tato díla můžeme Bocksbergerovi připsat s vysokou pravděpodobností:
- Výmalba kaple sv. Barbory na hradě Grabštejn (1569). Mezi ornamentálními plochami je cyklus lunet s tématem pašijí, od vjezdu Ježíše do Jeruzaléma po jeho Nanebevstoupení. Vrcholem cyklu je Poslední soud. Předpokládá se inspirace kaplí na zámku v Neuburgu an der Donau, díle Heinrichova otce, Hanse, kde jsou namísto pašijí starozákonní výjevy a vrchol tamního cyklu představuje ukřižování.
- Tzv. Malé postní plátno v Žitavě (1573). Plátno na zakrytí oltáře v době předvelikonočního půstu. Jsou na něm zobrazeny „Arma Christi“, tedy „zbraně Kristovy“, resp. nástroje, jimiž byl umučen. Postních pláten z doby před tridentským koncilem či krátce po něm se v celé Evropě dochovalo pouze devět.
- Emporové obrazy městského kostela sv. Jana v Žitavě (1585)
- Výmalba kostela v Mittelherwigsdorfu (1599)